# Сеструнь

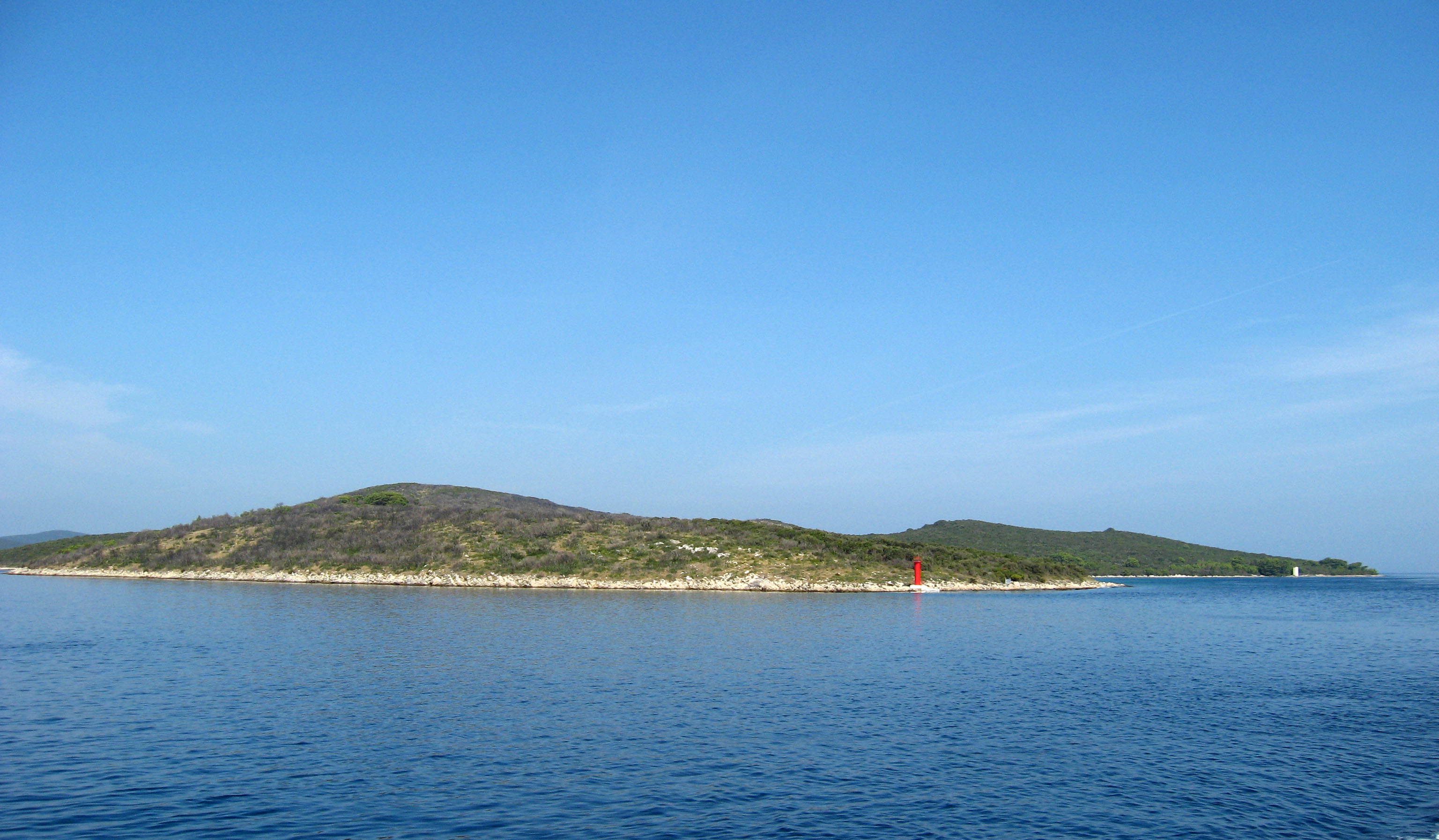
Остров Сеструнь

Се́струнь (хорв. Sestrunj, итал. Sestrugno) — остров в Адриатическом море, в центральной части Хорватии, к северо-западу от города Задар.

## География

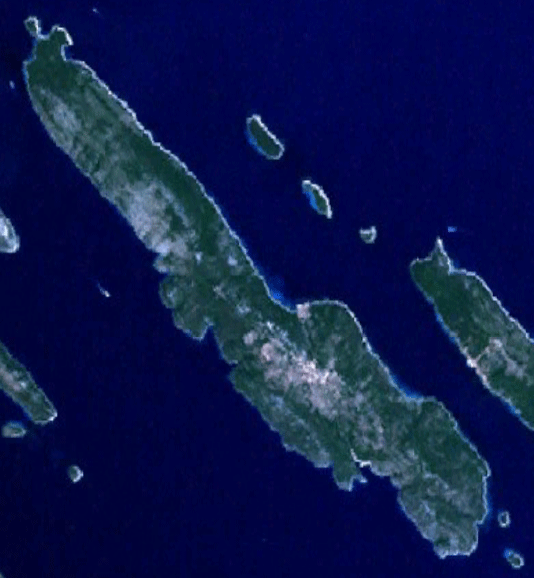
Вид со спутника

Площадь острова — 15,03 км², население — 48 человек (2011 г.). Наивысшая точка острова Сеструнь — 185 м, длина береговой линии — 27,9 км. Сеструнь имеет 3 км зарегистрированных региональных дорог. Остров сложен известняковыми и доломитовыми породами, частично покрыт маквисами и невысокими лесами. Сеструнь расположен в проливе между более крупными островами Дуги-Оток (на западе) и Углян (на востоке). Как и эти два острова, Сеструнь имеет вытянутую с северо-запада на юго-восток форму. На северо-западе от Сеструня расположен остров Молат, на юго-востоке — Иж.
На побережье расположена пристань, связанная с Задаром регулярными паромными рейсами.

## История
На острове найдены остатки иллирийского укрепления.

## Население
Население острова по данным переписи населения 2011 года составляет 48 человек, все они живут в одноимённом с островом посёлке во внутренней части острова.

## Внешние ссылки и источники
- Сайт острова
- Центральное бюро статистики Хорватии